# ТЕС Віджжешварам
16°56′6″ пн. ш. 81°43′30″ сх. д. / 16.93500° пн. ш. 81.72500° сх. д.
ТЕС Віджжешварам (Vijjeswaram) – електростанція у індійському штаті Андхра-Прадеш.
У 1990 – 1992 роках на майданчику станції став до ладу парогазовий блок комбінованого циклу потужністю 100 МВт, в якому дві газові турбіни потужністю по 32 МВт живлять через котел-утилізатор одну парову турбіну з показником 34 МВт.
У 1998-му ТЕС підсилили за рахунок другого парогазового блоку потужністю 162 МВт, в якому газова турбіна потужністю 112 МВт живить через котел-утилізатор одну парову турбіну з показником 60 МВт.
Станція споживає природний газ, який надходить по трубопроводу Татіпака – Нарсапур – Коввур.
Для охолодження використовують воду із річки Годаварі.